# Hendrik Jan Verbeek
Hendrik Jan Verbeek (Dinxperlo, 17 oktober 1875 – aldaar, 22 januari 1946) was een Nederlandse jurist en bestuurder. Hij was van 1924 tot 1939 burgemeester van de Gelderse gemeente Dinxperlo.

## Biografie
Verbeek groeide op in een onderwijzersgezin; zijn vader was hoofd van de christelijke school in De Heurne bij Dinxperlo. Zelf ging hij na het gymnasium rechtsgeleerdheid studeren, in Amsterdam en Utrecht. Daar legde hij in 1907 zijn doctoraalexamen af. Hierna, en na zijn huwelijk datzelfde jaar, vestigde hij zich als advocaat in zijn geboorteplaats. Ook werd hij raadslid en wethouder in Dinxperlo voor de Anti-Revolutionaire Partij. In 1924 werd hij benoemd tot burgemeester.
Tijdens zijn ambtsperiode werden de wegen aangepakt, het dorp geëlektrificeerd en werd de financiële positie van de gemeente gezond gemaakt. Ook was hij president-commissaris van de N.V. Lokaalspoorwegmaatschappij Varsseveld - Dinxperlo. Deze onrendabele spoorlijn werd echter tijdens Verbeeks burgemeesterschap opgeheven. 

### Hulp aan Duitse vluchtelingen
Burgemeester Verbeek wordt met name herinnerd om zijn hulp aan Joden die in de jaren voor de Tweede Wereldoorlog uit nazi-Duitsland waren gevlucht of daarvoor in aanmerking kwamen. Hij voer hierin een eigen koers, die hem in conflict bracht met het toelatingsbeleid van de Nederlandse overheid. Dat beleid was in de jaren 30 restrictiever geworden. Vluchtelingen – in 1933 bevonden zich er 5.000 in Nederland van Duitse komaf, 80% daarvan was Joods – moesten kunnen aantonen dat ze in direct levensgevaar verkeerden, maar werden voor het overige als immigranten behandeld. Die moesten kunnen aantonen dat ze in hun eigen levensonderhoud konden voorzien. Dat werd echter steeds moeilijker en in mei 1938 werden de grenzen zelfs formeel gesloten voor vluchtelingen, met name om de werkgelegenheid van de eigen Nederlandse bevolking te beschermen. Vluchtelingen werden zodoende ‘ongewenste vreemdelingen’. Ze bleven echter wel de grens overkomen, zoals in Dinxperlo, pal aan de (ter plekke poreuze) grens.
Verbeek was al vanaf 1933, het jaar waarin Adolf Hitler in Duitsland aan de macht kwam, in de weer voor Duitse Joden. Hij was het volstrekt niet eens met de interpretaties van ‘direct levensgevaar’ die de rijksoverheid hanteerde. Hij reisde zelf naar Duitsland om Joden met behulp van verblijfsvergunningen uit concentratiekampen te krijgen. De burgemeester kon dit doen met gebruikmaking van speciaal gemaakte identiteitsbewijzen en officiële gemeentestempels. Zo hielp hij in 1938 25 vluchtelingen het land binnen, een aantal dat tot in 1941 zou blijven oplopen. Op 27 november 1938, richtte hij een hulpcomité op, dat onder meer geld inzamelde voor vluchtelingen en hen van huisvesting voorzag. Dit was kort na de Kristallnacht, die nog grotere vluchtelingenstromen had veroorzaakt en als gevolg daarvan een nog weer strenger toelatingsbeleid. Door zijn acties werd Verbeek erg populair in de regio.
Zijn optreden was echter niet bij iedereen zo welkom. De NSB voerde een hetze tegen de “verjoodsching” van Dinxperlo en tegen Verbeek zelf. Volgens de NSB-propaganda schreef hij “zijn vingers krom (…) aan verblijfsvergunningen voor Joodse emigranten”. Dinxperlo werd beschreven als “het Jeruzalem aan de Nederlands-Duitse grens”. Overigens had de burgemeester bijeenkomsten van de NSB bezocht, waaronder een openingsceremonie van een verenigingsgebouw in Dinxperlo met leider Mussert erbij. Bij deze gelegenheden verhief hij duidelijk zijn stem tegen de denkbeelden van de nationaalsocialistische partij.
Voor het verondersteld onterecht verlenen van verblijfs- en doorreisbewijzen, werd een (anonieme) aanklacht tegen Verbeek ingediend, waardoor hij op 30 juni 1939 voor de arrondissementsrechtbank in Arnhem moest verschijnen. Ook zou hij daarbij steekpenningen hebben aangenomen en hebben geweigerd leges ten bedrage van ƒ 1,60 af te dragen. Verbeek, die als meester in de rechten zelf het woord voerde in de zitting, wachtte de uitspraak echter niet af. Hij wilde het burgemeestersambt niet met een rechtszaak besmetten en had al in december 1938 verzocht om eervol ontslag. Het werd echter een schorsing van drie maanden, gevolgd door oneervol ontslag.

### Na het burgemeesterschap
Niettemin werd hij op 10 oktober 1939 vrijgesproken van het ten laste gelegde, ook in het hoger beroep dat op 22 februari 1940 diende in Arnhem en waarbij hij het zelfstandig opnam tegen procureur-generaal De Visser, die als minister van Justitie in het kortstondige kabinet Colijn-V zelf medeverantwoordelijk was geweest voor het vigerende asielbeleid. Tijdens de Tweede Wereldoorlog hield Verbeek zich afzijdig van verzetsactiviteiten; de tegenwerkingen die hij had ondervonden hadden hem voorzichtig en ook afgemat gemaakt. De Duitsers lieten hem ongemoeid. Na de oorlog lukte het hem niet om zijn advocatenpraktijk weer op te pakken. Wel heeft hij volgens zijn pleegzoon H.C. van Oort uit mededogen nog enkele NSB'ers juridische bijstand verleend. Hij overleed in januari 1946. In een koninklijk besluit van 6 april 1990 werd hij alsnog gerehabiliteerd: aan zijn ontslag werd toen postuum het predicaat ‘eervol’ verbonden. Ook werd in dat jaar de naam van de Mr. Verbeekstraat in zijn geboorteplaats gewijzigd in Burgemeester Mr. Verbeekstraat.